# ニコラス・クレイ
ニコラス・クレイ（Nicholas Clay、1946年9月18日 - 2000年5月25日）は、ロンドン出身のイングランドの俳優。主にテレビドラマや舞台で活躍した俳優で映画の出演数は少ない。日本では『エクスカリバー』（1981年）のランスロット役や『チャタレイ夫人の恋人』（1981年）の森番メラーズ役で知られ、両作品で全裸を披露している。

## 略歴
1946年にビルとローズのクレイ夫妻の子として南ロンドンのストレタムで生まれる。王立工兵連隊の軍曹だった父とともに家族で各地を転々としたが、のちにケント州に落ち着き、そこで演劇に興味を持つようになる。ロンドンの王立演劇学校で演技を学び、1960年代初頭からテレビドラマに出演する一方、ロンドンのウエスト・エンドやローレンス・オリヴィエのオールド・ヴィック・シアターなどの舞台に立つ。
1980年に女優ローナ・ヘイルブロンと結婚。1983年に長女エラ、1986年に次女マッジが誕生。
2000年に肝癌で死去。母ローズよりも先に亡くなった。

## 主な出演作品

### 映画
- 呪われた者たち The Damned (1962)
- ズールー戦争/野望の大陸 Zulu Dawn (1979)
- エクスカリバー Excalibur (1981)
- チャタレイ夫人の恋人 Lady Chatterley's Lover (1981)
- 地中海殺人事件 Evil Under the Sun (1982)
- Sleeping Beauty (1987)[3]

### テレビ
- プレイ・オブ・ザ・マンス BBC Play of the Month (1976) ※テレビシリーズ、シーズン12エピソード1「The Picture of Dorian Gray」
- シャーロック・ホームズ/バスカヴィル家の犬 The Hound of the Baskervilles (1983) ※テレビ映画
- 聖セバスティアンの殉教 Le martyre de Saint Sébastien (1984) ※テレビ映画
- コルシカの兄弟 The Corsican Brothers (1985) ※テレビ映画（テレビシリーズ『ホールマーク・ホール・オブ・フェイム』の作品）
- スクリーン・トゥー Screen Two (1985) ※テレビシリーズ、シーズン1エピソード7「The Unknown Soldier」
- シャーロック・ホームズの冒険 The Adventures of Sherlock Holmes (1985) ※テレビシリーズ第11話（シーズン2エピソード4）「入院患者（The Resident Patient）」
- プア・リトル・リッチ・ガール/バーバラ・ハットン物語 Poor Little Rich Girl: The Barbara Hutton Story (1987) ※テレビ映画
- カヴァナQ.C. Kavanagh QC (1997) ※テレビシリーズ、シーズン3エピソード2「Blood Money」
- 暗黒の戦士 ハイランダー Highlander (1997) ※テレビシリーズ、シーズン6エピソード7「Unusual Suspects」
- エクスカリバー 聖剣伝説 Merlin (1998) ※全3話のテレビミニシリーズの1話と2話